# Jeremy Sarmiento
Pour les articles homonymes, voir Sarmiento.
Jeremy Sarmiento, né le 16 juin 2002 à Madrid en Espagne, est un footballeur international équatorien qui évolue au poste d'ailier à Brighton & Hove Albion FC.

## Biographie
Jeremy Sarmiento est né à Madrid, en Espagne, de parents équatoriens, avec qui il déménage en Angleterre à l'âge de 7 ans,.

### Carrière en club
Passé par les centres de formation du Charlton Athletic et du Benfica,, Sarmiento signe au Brighton & Hove Albion le 2 juillet 2021, pour intégrer initialement l'équipe des moins de 23 ans qui évolue en Premier League 2.
Il fait ses débuts en professionnels le 22 septembre 2021, remplaçant Alexis Mac Allister à la 69e minute d'une victoire 2-0 à domicile contre Swansea City, en troisième tour de la EFL Cup. Il figure également une première fois sur le banc en Premier League le 2 octobre suivant, n'entrant toutefois pas en jeu lors de ce match nul 0-0 à domicile contre Arsenal.

### Carrière en sélection
International anglais en équipes de jeunes, Jeremy Sarmiento participe notamment au Championnat d'Europe 2019 avec les moins de 17 ans anglais. Lors de cette compétition organisée en Irlande, il ne joue que la dernière rencontre, face à la Suède. Remplaçant Morgan Rogers lors de cette victoire 3-1, pour des anglais qui n'avais jusqu'ici connu qu'un nul et une défaite dans la phase de groupe, il ne parvient néanmoins pas à éviter l'élimination de son équipe dès le premier tour,,.
Avec les moins de 18 ans, il marque le but de la victoire lors d'un match remporté  3-2 chez l'Autriche en octobre 2019.
Sarmiento est appelé pour la première fois en équipe d'Équateur en octobre 2021 pour les éliminatoires de la Coupe du monde 2022 contre la Bolivie, le Venezuela et la Colombie. Il a fait ses débuts le 7 octobre 2021, remplaçant Ángel Mena lors d'une victoire 3-0 contre la Bolivie,,.
Le 14 novembre 2022, il est sélectionné par Gustavo Alfaro pour participer à la Coupe du monde 2022.

## Statistiques

### En club
| Saison                | Club                        | Championnat           | Championnat | Championnat | Championnat | Coupe nationale | Coupe nationale | Coupe nationale | Coupe de la Ligue | Coupe de la Ligue | Coupe de la Ligue | Compétition(s) continentale(s) | Compétition(s) continentale(s) | Compétition(s) continentale(s) | Compétition(s) continentale(s) | Total | Total | Total |
| Saison                | Club                        | Division              | M.          | B.          | P.d.        | M.              | B.              | P.d.            | M.                | B.                | P.d.              | Comp.                          | M.                             | B.                             | P.d.                           | M.    | B.    | P.d.  |
| 2021-2022             | Brighton & Hove Albion      | Premier League        | 5           | 0           | 0           | -               | -               | -               | 2                 | 0                 | 0                 | -                              | -                              | -                              | -                              | 7     | 0     | 0     |
| 2022-2023             | Brighton & Hove Albion      | Premier League        | 9           | 0           | 1           | 2               | 0               | 0               | 1                 | 0                 | 0                 | -                              | -                              | -                              | -                              | 12    | 0     | 1     |
| 2024-2025             | Brighton & Hove Albion      | Premier League        | 1           | 0           | 0           | -               | -               | -               | 1                 | 1                 | 0                 | -                              | -                              | -                              | -                              | 2     | 1     | 0     |
| Sous-total            | Sous-total                  | Sous-total            | 15          | 0           | 1           | 2               | 0               | 0               | 4                 | 1                 | 0                 | -                              | -                              | -                              | -                              | 21    | 1     | 1     |
| 2023-2024             | West Bromwich Albion (prêt) | Championship          | 20          | 2           | 0           | -               | -               | -               | 1                 | 0                 | 0                 | -                              | -                              | -                              | -                              | 21    | 2     | 0     |
| 2023-2024             | Ipswich Town (prêt)         | Championship          | 20          | 3           | 1           | 2               | 1               | 0               | -                 | -                 | -                 | -                              | -                              | -                              | -                              | 22    | 4     | 1     |
| 2024-2025             | Burnley (prêt)              | Championship          | 10          | 1           | 0           | -               | -               | -               | -                 | -                 | -                 | -                              | -                              | -                              | -                              | 10    | 1     | 0     |
| Total sur la carrière | Total sur la carrière       | Total sur la carrière | 65          | 4           | 2           | 4               | 1               | 0               | 5                 | 1                 | 1                 | -                              | -                              | -                              | -                              | 74    | 6     | 3     |

### En sélection nationale
| Saison                | Sélection             | Phases finales        | Phases finales | Phases finales | Phases finales | Éliminatoires CDM | Éliminatoires CDM | Éliminatoires CDM | Matchs amicaux | Matchs amicaux | Matchs amicaux | Total | Total | Total |
| Saison                | Sélection             | Compétition           | M              | B              | Pd             | M                 | B                 | Pd                | M              | B              | Pd             | M     | B     | Pd    |
| --------------------- | --------------------- | --------------------- | -------------- | -------------- | -------------- | ----------------- | ----------------- | ----------------- | -------------- | -------------- | -------------- | ----- | ----- | ----- |
| 2021-2022             | Équateur              | -                     | -              | -              | -              | 5                 | 0                 | 0                 | 3              | 0              | 0              | 8     | 0     | 0     |
| 2022-2023             | Équateur              | Coupe du monde 2022   | 3              | 0              | 0              | -                 | -                 | -                 | 2              | 0              | 1              | 5     | 0     | 1     |
| 2023-2024             | Équateur              | Copa América 2024     | 4              | 1              | 0              | -                 | -                 | -                 | 4              | 1              | 1              | 8     | 2     | 1     |
| 2024-2025             | Équateur              | -                     | -              | -              | -              | 3                 | 0                 | 0                 | -              | -              | -              | 3     | 0     | 0     |
| Total sur la carrière | Total sur la carrière | Total sur la carrière | 7              | 1              | 0              | 8                 | 0                 | 0                 | 9              | 1              | 2              | 24    | 2     | 2     |

## Palmarès
| SL Benfica - UEFA Youth League - Finaliste en 2018-19.                                   |
| Ipswich Town - Championnat d'Angleterre de deuxième division - Vice-champion en 2023-24. |
| Burnley - Championship - Vice-champion en 2025                                           |